# Härjedalen
För andra betydelser, se Härjedalen (olika betydelser).
Härjedalen är ett landskap i Norrlands inland i mellersta Sverige. Härjedalen gränsar i söder till Dalarna, i väster till Norge, i norr till Jämtland och i öster till Medelpad och Hälsingland. Härjedalen är Sveriges minsta landskap befolkningsmässigt med enbart omkring 10 000 invånare, samtidigt som landskapet är Sveriges tolfte största till ytan med sina 11 954 kvadratkilometer. Större delen av landskapet ingår sedan 1974 i Härjedalens kommun, med Sveg som centralort.
Härjedalen var tidigt en del av Trøndelagen och utgjorde ett historiskt norskt område. Landskapets västliga orientering och brist på andra städer, gjorde Røros i Trøndelagen (Norge) till närmaste handelscentrum. Härjedalen tillföll Sverige genom Freden i Brömsebro 1645.

## Etymologi

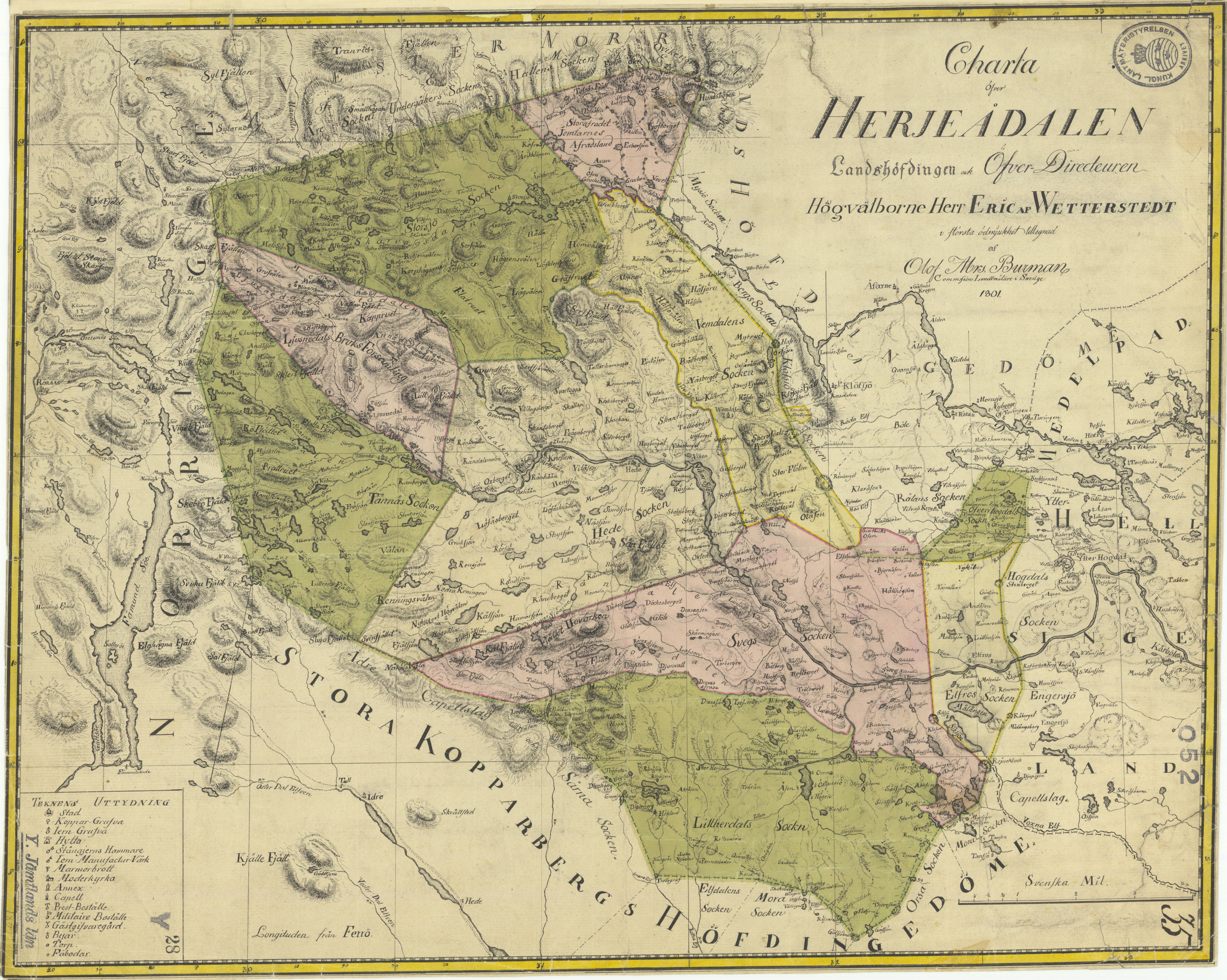
Karta över Härjedalen från 1801.

Etymologin till Härjedalen kan härledas från landskapets dialektala namn, Härjeådalen, som härstammar från  fornvästnordiska Herjárdalr. Således har landskapet likt orten Lillhärdal fått sitt namn efter Härjån (á i fornvästnordiskan motsvarar dagens å). Härj- i Härjån betyder i sin tur ”stenig terräng” eller ”stenig botten” varvid Härjedalen har betydelsen den steniga åns dal. Landskapsnamnet åsyftade således ursprungligen på Lillhärdalsbygden och har ingenting med ordet härja (angripa, ödelägga och så vidare) att göra. I singularis obestämd form benämns landskapet ibland Härdal, precis som Lillhärdal.
Namnet nämns första gången i ett gränsdokument rörande gränsen mellan Norge och Sverige som skrevs vid ett allting i Sveg 1273, då som Heriardal. Genom historien har flera olika stavningar förekommit för landskapet, vanligast har formerna Herdal, Herjedalen, Herjeådalen och Herjådal (som används i Härjedalssången) med flera varit. En populär teori är att det är Härjulf Hornbrytare som givit landskapet dess namn (se nedan). Härjedalens namn har emellertid aldrig skrivits Herjulfsdalen, eller liknande. Stavningen med ä i stället för e kom till i början av 1900-talet då bokstaven ä var på modet. I danskt (och således även norskt) skriftspråk har den äldre stavningen med e bevarats.
Befolkningen i Härjedalen benämns vid Mo ting i Lit den 9 februari 1628, liksom i många andra historiska dokument, som Dallekarle, eller dalkarlen (Vemdalingen) som sockenskrivaren och sedermera riksdagsmannen (riksdagen 1789) Måns Roelsson (1742–1807) kom att kalla sina landsmän. Dessa olika namn på befolkningen i Härjedalen ska således inte förväxlas med folket från landskapet Dalarna.
På sydsamiska kallas landskapet Härjedaelie.

## Historia

### Förhistoria

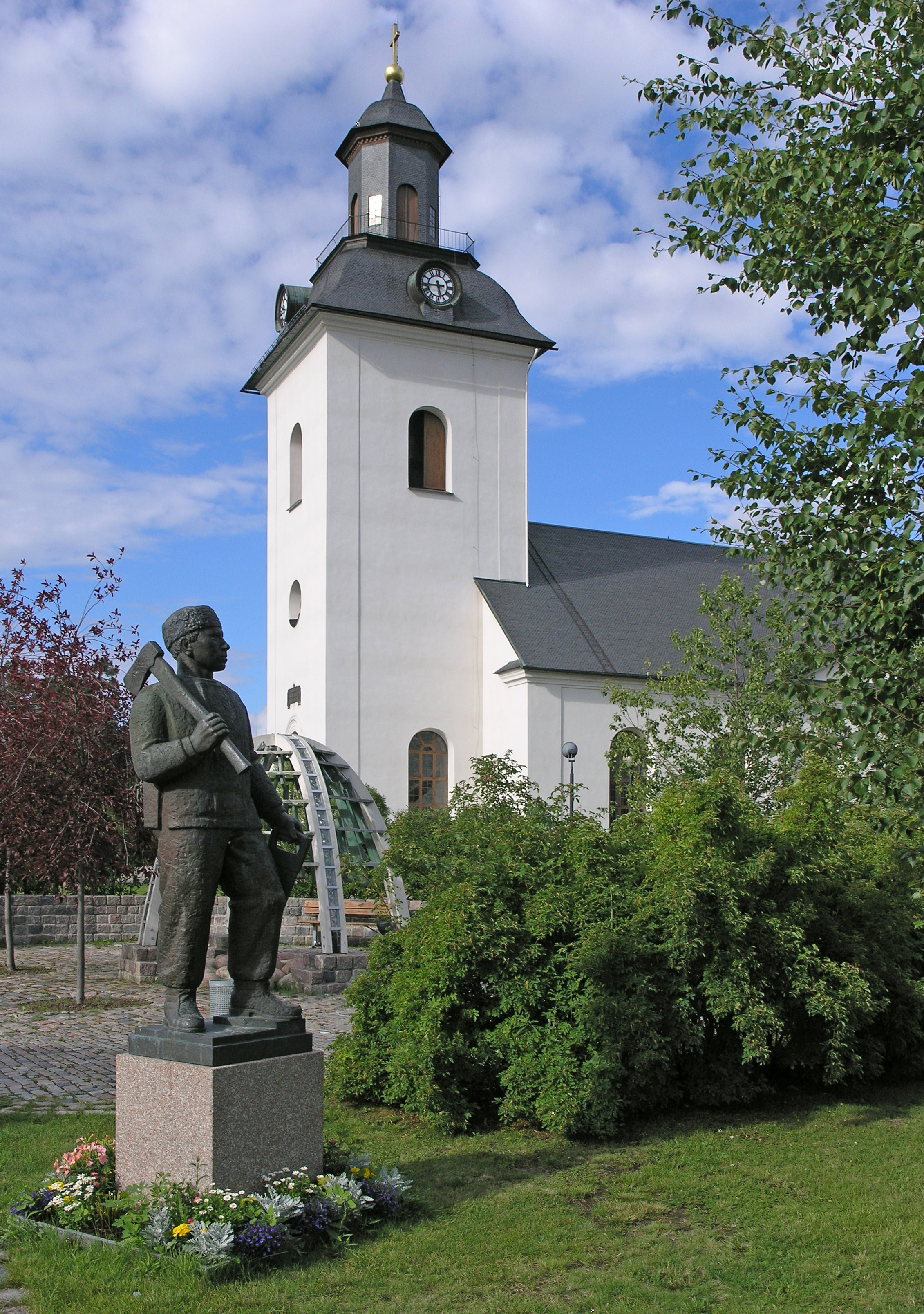
Svegs kyrka är den fjärde i ordningen av Svegs huvudkyrkor. Den första sägs vara den som Ljot lät resa.

Härjedalen befolkades ursprungligen från väster omkring åren 7000 till 6000 före Kristus av jägare, fiskare och samlare som gemensamt benämns jägarfolket. Runt 200 boplatser från stenåldern har hittats, varav de flesta återfinns i skogslandskapet längs Ljusnans stränder. Även i fjällen har flera boplatser lokaliserats, de allra äldsta i Ransjön. Ett av de mer synliga spåren efter jägarfolket är hällmålningarna vid Ruändan uppe på lågfjället Flatruet ”det platta berget” som är uppemot 5 000 år gamla. Målningarna är gjorda med rödockra och består av omkring 20 figurer, vilka avbildar älg, ren, björn samt människa. I Härjedalen finns även flera andra hällmålningar såsom vid Rogen, Grannberget och även i Tänndalen och Storsjö. Den senaste funna hällmålningen i Härjedalen återfanns så sent som 2006 på ett björnformat stenblock (bestående av Härjedalens landskapssten tännäsögongnejs) vid Kölsjöfjället. Ett stort antal fångstgropar har även påträffats runt om i landskapet och Härjedalen har 2 000 kända fornlämningar.
Spår från en mer herdeliknande kultur finns i västra Härjedalen i Fjällnäs i Tännäs socken daterat till 2200 före Kristus.

### Medeltid
Den främsta representanten för Härjedalens bondekultur är Härjulf Hornbrytare. Han nämns i den redan nämnda gränsdragningen från 1273. Det är Tord i Trosavik (Trasviken i Hedeviken) tillsammans med tolv åldersmän som redogör för den tidigaste bebyggelsen i landskapet. Tord berättar att Härjedalen blev bebyggt av ”Noregs menn” och den förste var Heriulfuer hornbriotr — Härjulf Hornbrytaren. Härjulf var märkesman hos den norske kungen Halvdan Svarte. Halvdan Svarte var kung av Norge på 800-talet och far till Harald Hårfager, hans märkesmän var de som i strid bar hans ”märke”. Härjulf råkade så småningom i onåd hos kungen då han vid ett gille slog ihjäl en annan av kungens män med Halvdans silverbeslagna dryckeshorn. Härjulf slog med sådan kraft att hornet brast (varav namnet hornbriotr) och flydde till Anund Uppsale i Mälardalen. Han blev först väl mottagen men efter att han låg med en släkting till Anund vid namn Helga tvangs han fly västerut, till Härjedalen. Han och Helga slog sig ned i ödelandet vid en plats som erhöll namnet Sliarosvellir, där Slyån mynnar ut i Härjån, nära gränsen till Särna i Dalarna.
Tord i Trosavik räknar därefter upp femton generationer av ättlingar till Härjulf. Den åttonde (cirka 250 år efter ankomsten i slutet av 800-talet) skall ha hetat Ljot Dagsson och det var han som fyrst let gera kirkiu i Heriadal, beräknat mellan 1050 och början av 1100-talet. Redan då var Sveg landskapets centralort med ett gemensamt allting, emellertid går det inte att fastlägga när alltinget började hållas. 

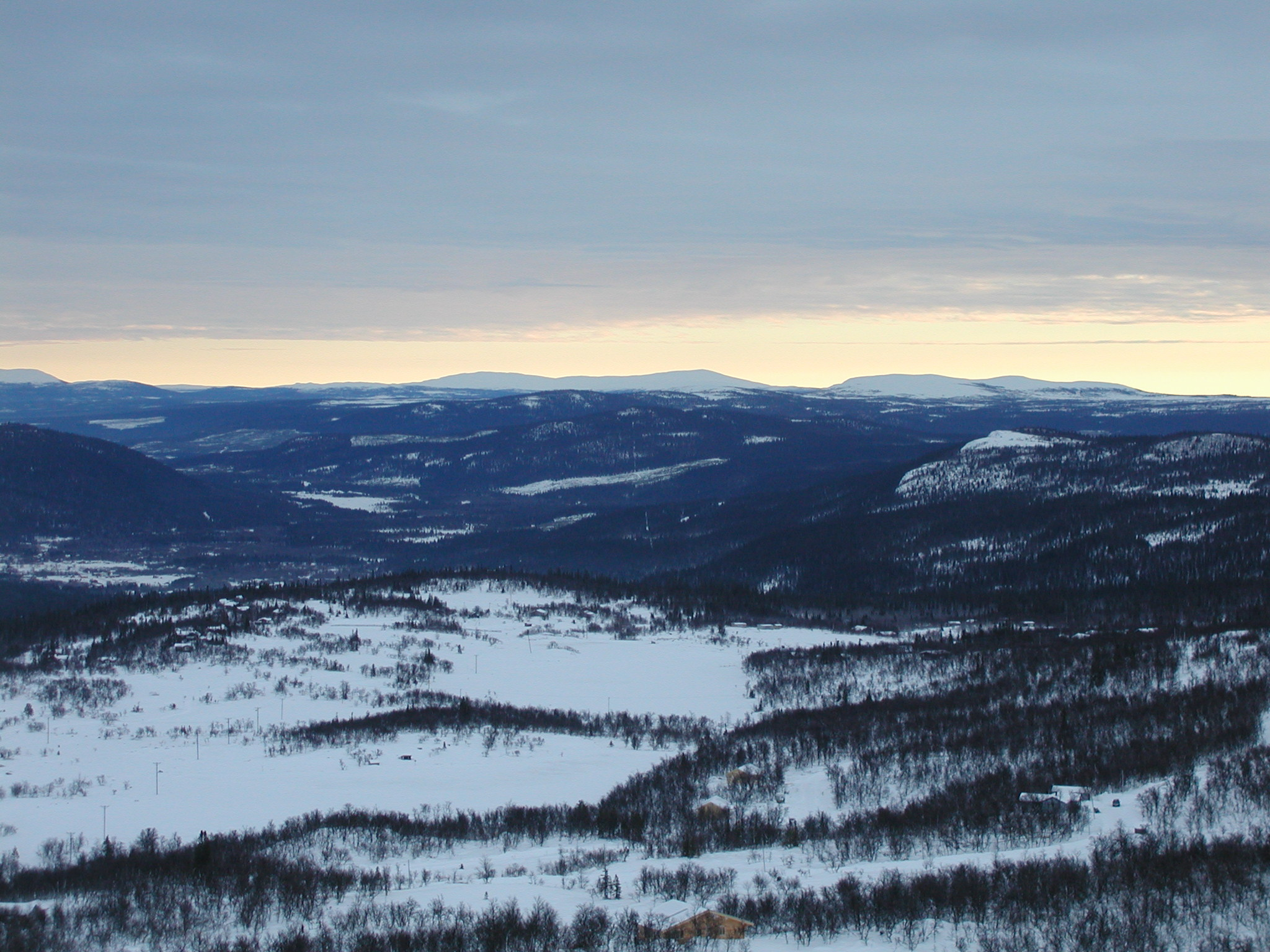
Ljungdalen genomkorsas av en pilgrimsled till Nidaros, det vill säga Trondheim

Som redan beskrivits var inte hela Härjedalen öde när Härjulf kom. Men det är han som representerar den fasta bebyggelsen, en anslutning till andra norska bönder. Härjedalen kom tidigt att räknas som en del av Gauldal, sedermera Trøndelag och Nidaros stift. Härjedalen kom således att lyda under frostatingslagen. Under tidig medeltid utvecklas myrmalmsproduktionen i Härjedalen då fler blästerugnar anlades.

### Hög- och senmedeltid
Kristnandet av Härjedalen skedde efter slaget vid Stiklestad och i samband med att även Jämtland kristnades i och med resningen av Frösöstenen 1050. Olof den helige som stupade vid ovan nämnda slag helgonförklarades strax efter sin död. Härjedalen kom att genomsyras av två större pilgrimsleder, Nidarosvägarna främst Romboleden (döpt efter Rombovallen i Härjedalen, ibland även benämnd ”Herrdal-Norgesvägen”) men även delvis Jämt-Norgevägen.
En vittnesberättelse angående konverteringen från asaläran till kristendom finns bevarad för Tröndelag i allmänhet och Härjedalen i synnerhet. Nämligen bonaderna som hittades i Överhogdal i östra Härjedalen 1909, daterade till perioden 800–1100. I Tröndelag börjar kristna stenkyrkor byggas under 900-talet. Missionärer kom från de brittiska öarna där Norge hade skatteländer för att sprida den kristna tron. Tröndelag var vid tillfället den förnämsta delen i Norge, dess huvud. Odens åttafotade häst Sleipner förekommer på tapeten, Gullinkambe likaså. Yggdrasil, världsträdet, utgör centrumet i bonaderna. Många av de fornnordiska gudarna kan även de skönjas. Kyrkor, mytologiska monster, människor, skepp med mera återfinns på tapeten. Ändock förekommer inga stridigheter, vävnaderna vittnar om en infiltrering, kristen förekomst i ett kultiskt samhälle. Präster och kors i en hjältesaga. Livsträd och rutor symboliserar lycka och konverteringen i Skandinaviens inland, i Härjedalen, skedde fredligt. Någon strid i samband med övergången har inte heller påträffats i vare sig Jämtland eller Härjedalen. Tvärtemot vad Skogbonaden från Hälsingland berättar om, där den kristna kyrkan attackeras från alla håll och kanter. Hälsingland och Norrland var nykonverterade på 1190-talet och Järnbäraland, alltså Dalarna, var 1177 fortfarande hedniskt.
Digerdöden hemsökte landskapet 1350 och i samband med den lilla istiden stagnerade landskapet befolkningsmässigt. Pilgrimsfärderna slutade efter att den danske kungen Kristian III införde protestantismen i Danmark-Norge 1536, men i Härjedalen tog det emellertid ett tag innan befolkningen konverterade från katolicismen.

### Krigstid och häxprocesser

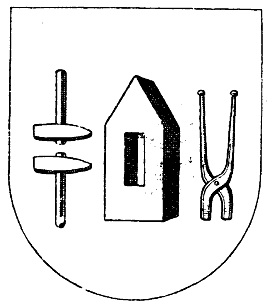
Härjedalens gamla sigill

Efter att Sverige bröt sig ur Kalmarunionen 1523 gick Härjedalen från att vara centralt placerad i Skandinavien till ett gränsområde mellan Sverige på ena sidan och Danmark-Norge på den andra. Härjedalen blev ockuperat tillsammans med Jämtland under det nordiska sjuårskriget och skiftade statstillhörighet ett flertal gånger. Värre kom det att bli på 1600-talet. Baltzarfejden, en del av Kalmarkriget, startade 1611 och svenskarna gick fram hårt, hus plundrades, kvinnor våldtogs[källa behövs] och gårdar i Hede socken brändes ned, likväl som majoriteten av Svegs gårdar, varvid många kom att fly till Norge. 1644 kom svenskarna tillbaka (Hannibalsfejden) och härjedalingarna svor snabbt sin trohet och betalade dessutom skatt för att slippa härjningar. Svenskarna drevs senare ut av norrmän och jämtar och Härjedalen var helt i norska händer när landskapet avträddes till Sverige 1645 i och med freden i Brömsebro. Skansar kom att upprättas i Långå och i Älvros. Härjedalen fick kort därefter ett eget sigill, numera landskapsvapen som återknöt till myrjärnsframställningen. Rikedomarna man i Härjedalen erhöll tack vare handel med järnvaror och dylikt användes för att kringgå det svenska indelningsverket. Efter 1662 kom den härjedalska allmogen att betala en årlig summa på 900 riksdaler silvermynt för att slippa inkvartera soldater.

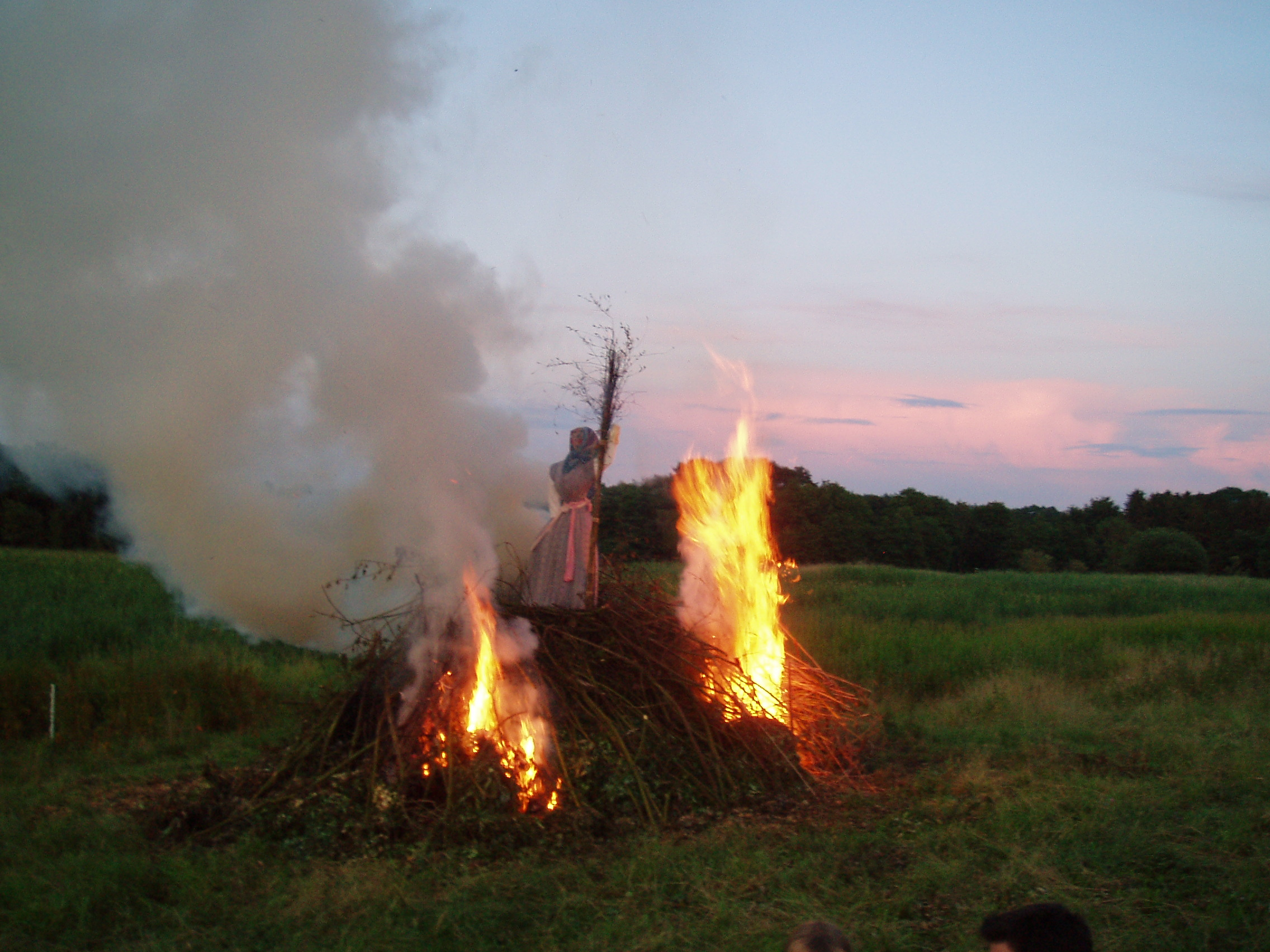
Många ”häxor” kom att brännas på bål efter avrättning.

Strax efter övertagandet drabbades det fortfarande norsksinnade Härjedalen av häxjakt, själva startskottet till häxjakten under det stora oväsendet i Sverige uppstod då Gertrud Svensdotter, pressad av den svenske kyrkoherden, anklagade Märet Jonsdotter (Stor-Märet) från Lillhärdal för häxeri 1668. Stor-Märet nekade bestämt till anklagelserna och försökte försvara sig in i det sista, men till ingen nytta. Hon blev den första att halshuggas och brännas på bål, på Spångmyrholmen. De kommande åren hölls åtskilliga processer mot häxor i landskapet, i Lillhärdal stod inte mindre än 56 personer anklagade vid ett tillfälle. Härjedalshäxor kunde påträffas i varje by. Ofta var det barn som anklagade vuxna. De sade sig ha blivit lurade att följa med på nattliga aktiviteter ridande på upp och ned-vända djur såsom hästar, kor eller getter. En ung jänta, Sigrid Svensdotter angav sin gamla farmor för häxeri och Blåkulla låg självklart på andra sidan Kölen, i Norge.

### Nyare tid
Befolkningen uppgick vid slutet av 1600-talet till uppskattningsvis 2 000 personer. Frihetstiden innebar ett visst uppsving genom nybyggnad.
Försök till bergsbruksdrift togs i Ljusnedal 1685 då koppargruvor anlades vid Ramundberget. Senare kom en smälthytta till i Ljungdalen. Men tillgången på kopparmalm var låg och den upphörde på 1770-talet. I stället förflyttades fokus till järnmalm och verksamheten blev större.
Fäboddriften förblev Härjedalens största näring länge, kompletterat med järnframställning och forbondehandeln, främst till Røros i Tröndelag, en handel som ökade i och med bildandet av Svensk-norska unionen. Ett omfattande skogsbruk uppstod i mitten av 1850-talet i och med industrialiseringen. Timmer flottades på Ljusnan (Sveriges största flottningsled) ned till Hälsingland och kusten. Många sökte sig till Härjedalen från främst Värmland för att jobba inom skogsnäringen. Bönderna kunde nu själva disponera skogsmarken på ett helt nytt sätt och faktiskt tjäna pengar på den, i form av försäljning. När förbudslagen togs i kraft i början av 1900-talet hade en stor del av marken hamnat i bolagsägo. Då var Härjedalen inne i folkrörelsetiden. Likt Jämtland så kom Härjedalen att domineras av den frisinnade Godtemplarrörelsen (eller nykterhetsrörelsen som den också benämns), Jämtland och Härjedalen utmärker sig som den enda regionen i hela Sverige där det finns fler ordenhus än frikyrkor. Godtemplarrörelsen stod i sig nära den antiindustrialistiska hembygdsrörelsen (som bland annat grundade Gammelgården i Sveg) och ungdomsrörelsen. Genomslaget för rörelserna demonstrerades vid folkomröstningen om rusdrycksförbud där en klar majoritet ställde sig bakom ett förbud.

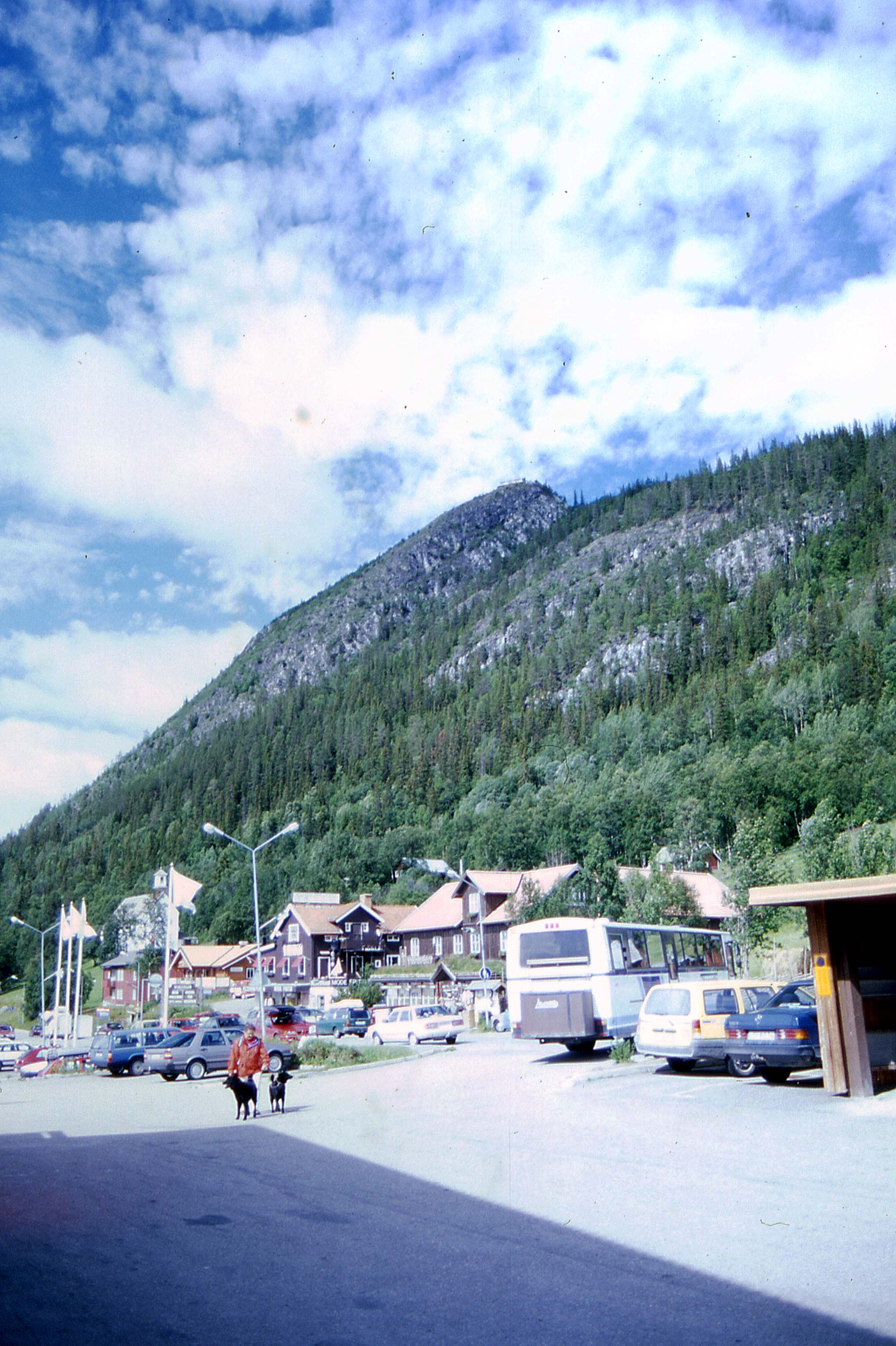
Skogen har i alla tider spelat en stor roll i Härjedalen. Bild från Funäsdalen i västra Härjedalen.

Spänningar fanns i Härjedalen, å en sidan stod arbetarrörelsen med organiserade skogsarbetare och rallare, å andra stod bönderna, lärarna och prästerskapet. Bland annat så förbjöds vissa barn i Glissjöberg och Mosätt från att gå till skolan då den stränge läraren och föräldrarna inte stod på samma sida. Det hela eskalerade i och med revolutionen i Sveg i maj 1918. På godtemplargården i Sveg var det kallat till möte och två arbetare började bråka (efter att de supit sig fulla, ironiskt nog i nykterhetskaféet). Fyllebråket övergick i kravaller och några tog initiativ till upplopp, på gatorna i Sveg krossades fönster och tingshuset stormades. Den aggressiva folkmassan mötte då en beväpnad skara svegbor och tre personer sköts ned till marken. Härjedalen har därefter beskrivits som syndikalismens starkaste landskap. Syndikalismen i Härjedalen var emellertid som störst 1924 då var tionde härjedaling var med i SAC och rörelsen har därefter minskat i betydelse. Däremot så försvann de Frihetliga Kommunalfolket från kommunpolitiken först 1991.

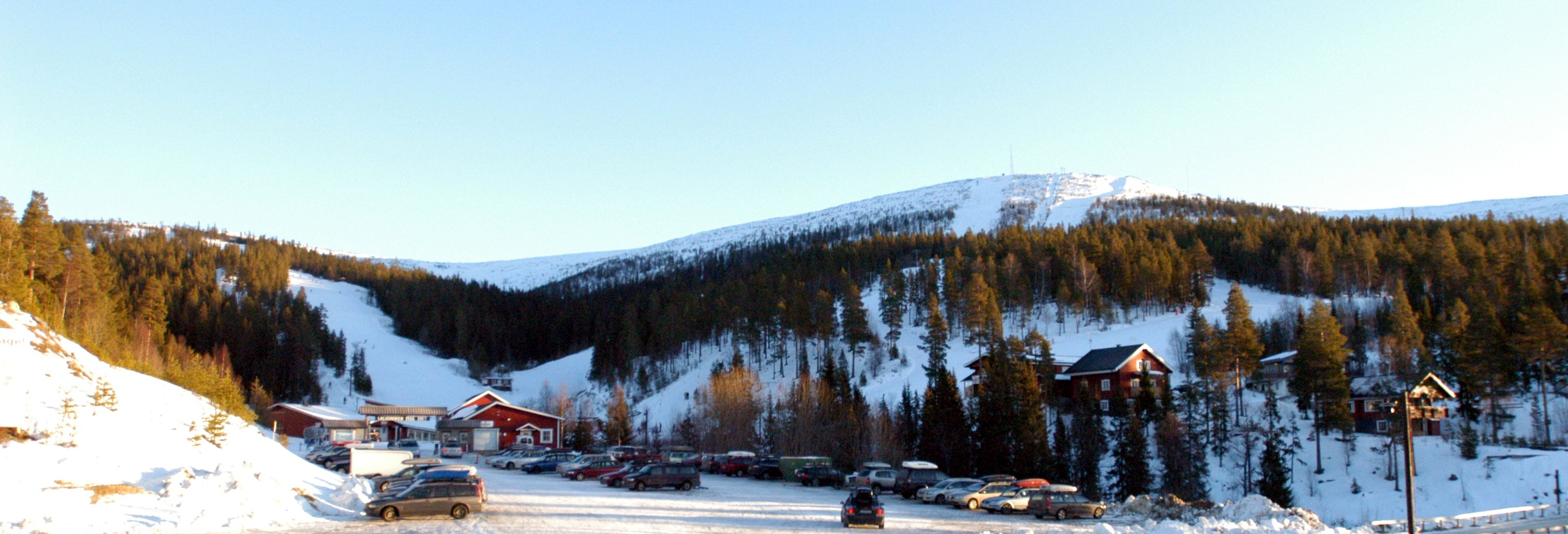
Björnrike

Härjedalen fick sin första egentliga kommunikation i och med Inlandsbanans dragning under tidigt 1900-tal. Planer på anläggning av en järnväg hade tidigare funnits, då som en tvärbana från Hudiksvall genom Härjedalen till Røros, som fick järnväg redan under mitten av 1800-talet.
På senare tid har Härjedalen mer och mer intagit ställningen som ett turistlandskap med stora fjällanläggningar i Funäsdalen, Vemdalen, Björnrike och Lofsdalen.

### Postväsendet

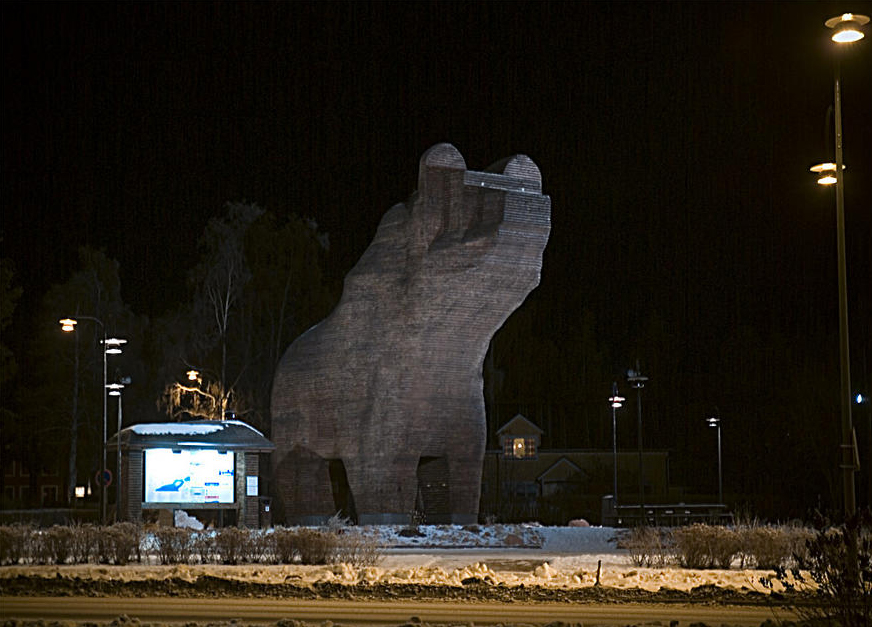
I centralorten Sveg står världens största träbjörn.

Det fanns ingen ordnad postgång till och från Härjedalen sedan landskapet fogats till Sverige efter Brömsebrofreden 1645 och sedermera även Hudiksvalls län. År 1651 tog landshövding Erik Sparre initiativ till postväsendets ordnande i Härjedalen. Det dröjde dock till dess att Ljusnedals bruk anlades innan det ordnades med reguljär postgång. Den inrättades år 1687 mellan Ljusnedal och Söderhamn via Söderala, som vid denna tid var en knutpunkt. Posten gick var 14:e dag. Posthanteringen på sträckan Sveg–Färila sköttes av befallningsman Nils Uhr i Sveg. Sträckan Färila–Söderhamn sköttes av borgmästaren i Söderhamn Magnus Blix. Var 3:e vecka förekom postgång mellan Ljusnedal och Frösön.
Postbefordran skedde mestadels med så kallad gångpost, vilket innebar att den befordrades med en gående postiljon. Hastigheten var stipulerad till max 4 timmar per mil. Porto var 4 skilling per mil. Postadressen under första hälften av 1700-talet var Bollnäs, som var den postanstalt som hanterade post för hela Härjedalen. År 1756 öppnades postkontor i Delsbo, som blev Härjedalens postadress från detta år. Den första postanstalten i själva Härjedalen öppnades 1846 i Vemdalen. År 1877 flyttades postkontoret till Hedeviken, som blev huvudpostkontor för landskapet fram till år 1908 då Sveg blev huvudpostkontor. Vid denna tid hade emellertid de flesta byar i Härjedalen egen postanstalt eller någon form av postutväxling.

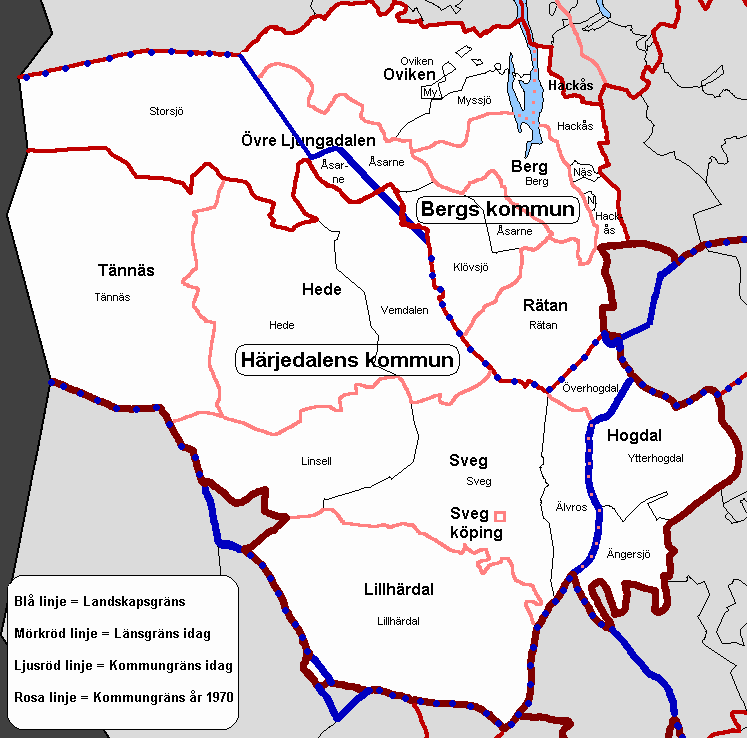
Socknar i Härjedalen samt Bergs kommun. Socknars namn är skrivet i liten storlek, något större storlek är kommunerna som fanns år 1970, samt dagens kommuner inuti en skylt. De forna kommunernas gränser markeras i rosa, dagens i ljusrött, länsgräns i mörkrött och landskapsgräns i blått.

## Indelningar

### Indelningar före 1640-talet
Härjedalen var länge indelad i en enda socken med sockenting i Sveg. Ur Svegs socken utbröts omkring 1400 Hede socken, 1407 Lillhärdals socken, 1466 Överhogdals socken och mellan 1566 och 1588 Älvros församling. Ur Hede socken utbröts omkring 1550 Tännäs socken och Vemdalens socken.
Kyrkligt hörde Härjedalen, i motsats till Jämtland, under Norgetiden till Nidaros stift.

### Indelningar från 1640-talet och framåt

#### Socknar
Dessa bildades huvudsakligen under medeltiden.
Norra Härjedalen
- Hede socken – varur 1751/1895 Storsjö socken utbröts.
- Storsjö socken – bildades 1751/1895 genom utbrytning ur Hede socken
- Tännäs socken
- Vemdalens socken

Södra Härjedalen
- Lillhärdals socken
- Linsells socken – bildades 1798 genom utbrytning ur Svegs socken
- Svegs socken – varur 1798 utbröts Linsells socken

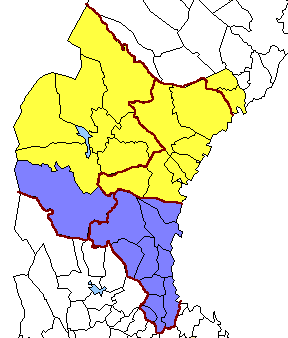
1645 bildades Hudiksvalls län (blått) och Härnösands län (gult). Dessa sammanslogs 1654 till Västernorrlands län (både gult och blått), som 1762 delades i Gävleborgs län (blått) och Västernorrlands län (gult). Dagens länsgränser kan ses i rött.

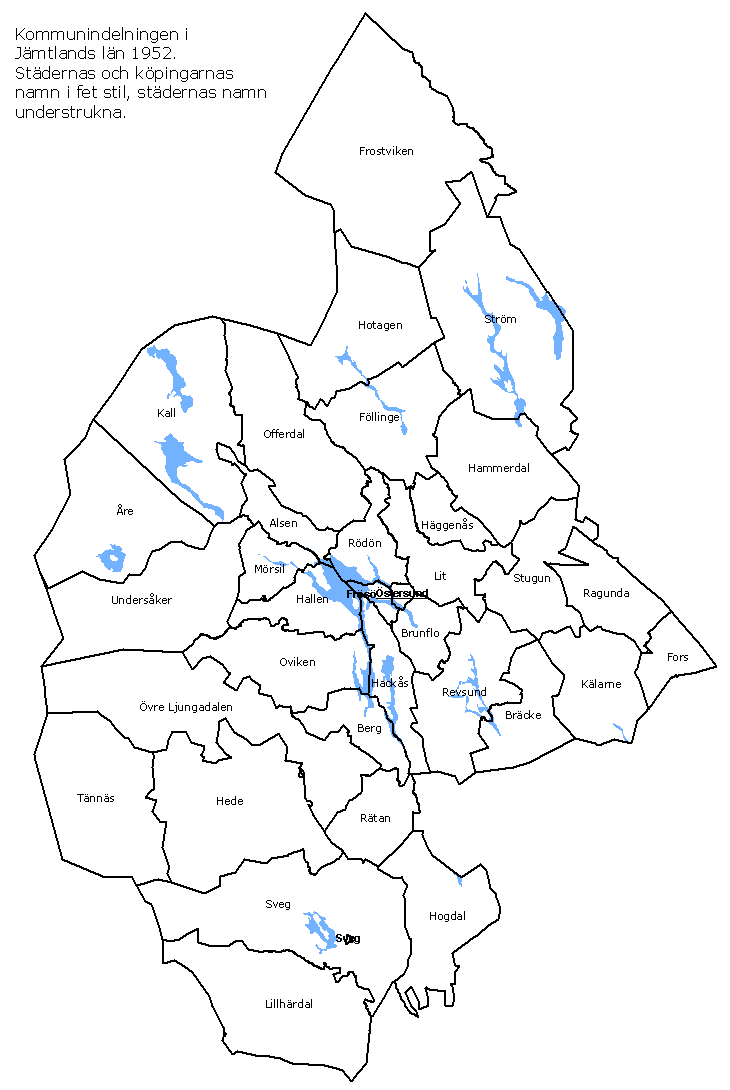
Kommunindelningen i Jämtlands län 1952. En del mindre justeringar har därefter skett av länsgränsen mellan Jämtlands län och Kopparbergs län (idag Dalarnas län).

- Älvros socken
- Överhogdals socken

#### Län
Härjedalen kom från att det blev en svensk provins från 6 september 1645 att höra till Hudiksvalls län som 13 mars 1654 uppgick i Västernorrlands län. Mellan 1658 och 1660 ingick Jämtland i det då nya Trondheims län. 29 juni 1762 utbröts Härjedalen ur Västernorrlands län och tillfördes det nybildade Gävleborgs län. 7 maj 1810 bildades Jämtlands län för Jämtland och Härjedalen genom utbrytning ur Västernorrlands län och Gävleborgs län.
Nästan hela landskapet ingår i Jämtlands län, sånär som på ett par obefolkade områden i södra delen av landskapet, vilka hör till Älvdalens kommun i Dalarnas län.

#### Fögderier
Socknarna i hela Härjedalen hörde till 1884 till Härjedalens fögderi.
Mellan 1884 och 1971 fanns
- Jämtlands södra fögderi för socknarna i Härjedalen och södra Jämtland

Från 1971 till 1991 fanns Östersunds fögderi

#### Lagsaga. domsagor, tingslag och tingsrätter
Härjedalen ingick sedan landskapet överförts till Sverige 1645 i Norrlands lagsaga. 1718–1719 ingick området i Härjedalens läns lagsaga, för att från 1720 ingå i Västernorrlands lagsaga tills denna avskaffades 1849. Först 1671 inrättades häradsrätter i området som då delades in i tingslag och domsagor.
Från 1671 till 1812 tillhörde hela Jämtland med Härjedalen en domsaga, Jämtlands domsaga, där i Härjedalen fanns tingslagen Svegs tingslag, Lillhärdals tingslag (före 1731) och Hede tingslag.
Från 1812 till 1879 fanns domsagorna:
- Södra Jämtlands domsaga för socknarna i västra och södra Jämtland och hela Härjedalen med:
  - Hede tingslag, Svegs tingslag

Från 1879 till 1971 fanns
- Härjedalens domsaga för socknarna i södra Jämtland och Härjedalen med:
  - Till 1948 Hede tingslag, Svegs tingslag, Bergs tingslag
  - från 1948 Svegs och Hede tingslag(dock bara till 1952 för Storsjö socken), Bergs tingslag (från 1952 för Storsjö socken)

Från 1971 fanns 
- Svegs tingsrätt för socknarna i hela Härjedalen som den 17 maj 2004 uppgick i Östersunds tingsrätt.

#### Kommuner 1952–1970
Köpingar (1 st):
| - Svegs köping |

Landskommuner (6 st):
| - Hede landskommun - Hogdals landskommun - Lillhärdals landskommun | - Svegs landskommun - Tännäs landskommun - Övre Ljungadalens landskommun |

Förändringar 1952–1970

1 januari 1967
- Svegs landskommun uppgick i Svegs köping.

#### Kommuner från 1971
Landskapet består sedan 1971 av följande kommuner:
- Härjedalens kommun
- Bergs kommun

## Demografi
| Befolkningsutveckling i Härjedalen 1910–2020   | Befolkningsutveckling i Härjedalen 1910–2020 | Befolkningsutveckling i Härjedalen 1910–2020 | Befolkningsutveckling i Härjedalen 1910–2020 | Befolkningsutveckling i Härjedalen 1910–2020 |
| ---------------------------------------------- | -------------------------------------------- | -------------------------------------------- | -------------------------------------------- | -------------------------------------------- |
|                                                |                                              |                                              |                                              |                                              |
| år                                             |                                              |                                              | folkmängd                                    |                                              |
| 1910                                           | 1910                                         |                                              | 11 270                                       | 11 270                                       |
| 1920                                           | 1920                                         |                                              | 12 870                                       | 12 870                                       |
| 1930                                           | 1930                                         |                                              | 14 301                                       | 14 301                                       |
| 1940                                           | 1940                                         |                                              | 14 241                                       | 14 241                                       |
| 1950                                           | 1950                                         |                                              | 14 557                                       | 14 557                                       |
| 1960                                           | 1960                                         |                                              | 13 951                                       | 13 951                                       |
| 1970                                           | 1970                                         |                                              | 11 593                                       | 11 593                                       |
| 1980                                           | 1980                                         |                                              | 11 871                                       | 11 871                                       |
| 1990                                           | 1990                                         |                                              | 11 447                                       | 11 447                                       |
| 2000                                           | 2000                                         |                                              | 10 656                                       | 10 656                                       |
| 2010                                           | 2010                                         |                                              | 9 937                                        | 9 937                                        |
| 2020                                           | 2020                                         |                                              | 9 641                                        | 9 641                                        |
| Källa: Statistiska centralbyrån (SCB) via fiwp |                                              |                                              |                                              |                                              |

## Geografi
Härjedalen är ett högt beläget landområde i hjärtat av den skandinaviska halvön. Fyra femtedelar av ytan ligger mer än 500 meter över havet och ett fyrtiotal platser ligger över 1 000 meter över havet. 

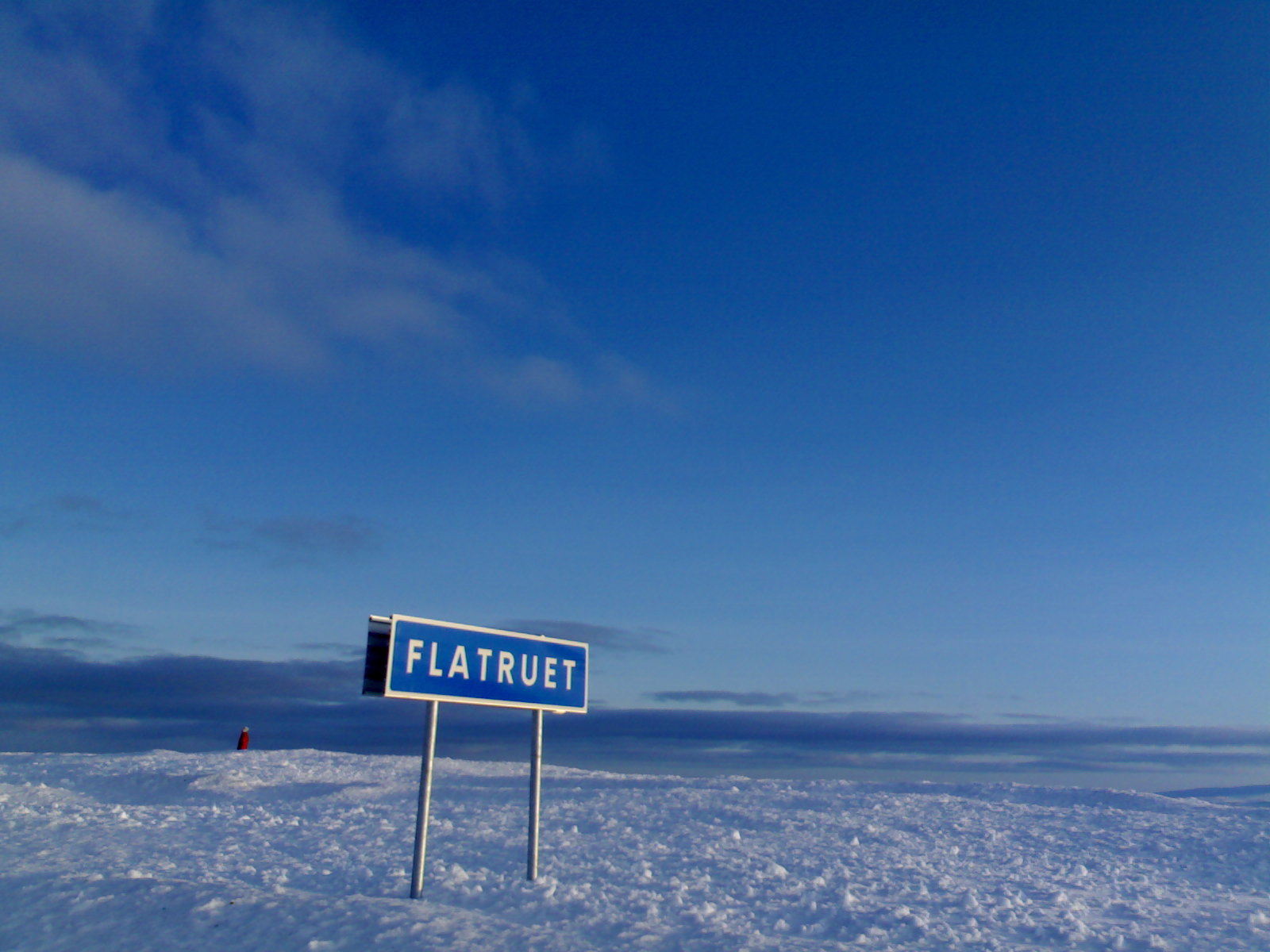
Flatruet

Landskapet har även Sveriges högst belägna ort, Högvålen, 830 m ö.h. I nord-sydlig riktning sträcker sig landskapet 90 kilometer och i öst-västlig riktning 180 kilometer. Härjedalens högsta punkt är Helagsfjället med sina 1 796 meter över havet. Landskapets lägsta punkt är däremot så pass hög som 280 meter över havet och landskapet har trots sin ringa storlek stora höjdskillnader. Inget landskap kommer i närheten av den medelhöjd över havet som Härjedalen har. I Härjedalen finns landets högst belägna allmänna väg, Flatruetvägen.

### Geologi
Härjedalens berggrund utgörs av kaledoniderna som sträcker sig från Irland och Skottland (vars latinska namn var Caledonia) över Nordsjön genom Norge till Härjedalen, ett resultat av den kaledonska orogenesen. Landskapet kan grovt ses som en utskjutning av fjällkedjan österut. I den allra östliga delen av landskapet består berggrunden av granit. Inåt landet är bergarterna yngre och skollorna är lagrade på varandra då stora bergsmassor genom historien transporterats österut över det prekambriska urberget. Detta gör att man i Härjedalen kan finna äldre bergarter ovanpå yngre metamorfosa och sedimentära dito. I nordvästra Härjedalen utmärker den så kallade Särvskollan sig bestående av främst sandsten och diabas. Landskapsstenen tännäsögongnejs kan härledas till en av dessa skollor. Det högsta fjället Helags är ett gnejsmassiv med inslag av glimmerskiffer och Sonfjället tillsammans med Klövsjö/Skorvdalsfjällen (som en gång i tiden bildade ett stort sammanhängande massiv) består huvudsakligen av hård kvartsit. I Helagsområdet finns även kalkrika sedimentära bergarter.
När inlandsisen sakta drog sig tillbaka för cirka 10 000 år sedan bildades morän. På vissa ställen samlades partiklarna i bågformiga ryggar liggande vinkelrätt mot rörelseriktningen för inlandsisen. Detta är mycket tydligt i västra Härjedalen, varvid namnet Rogenmorän.

### Tätorter

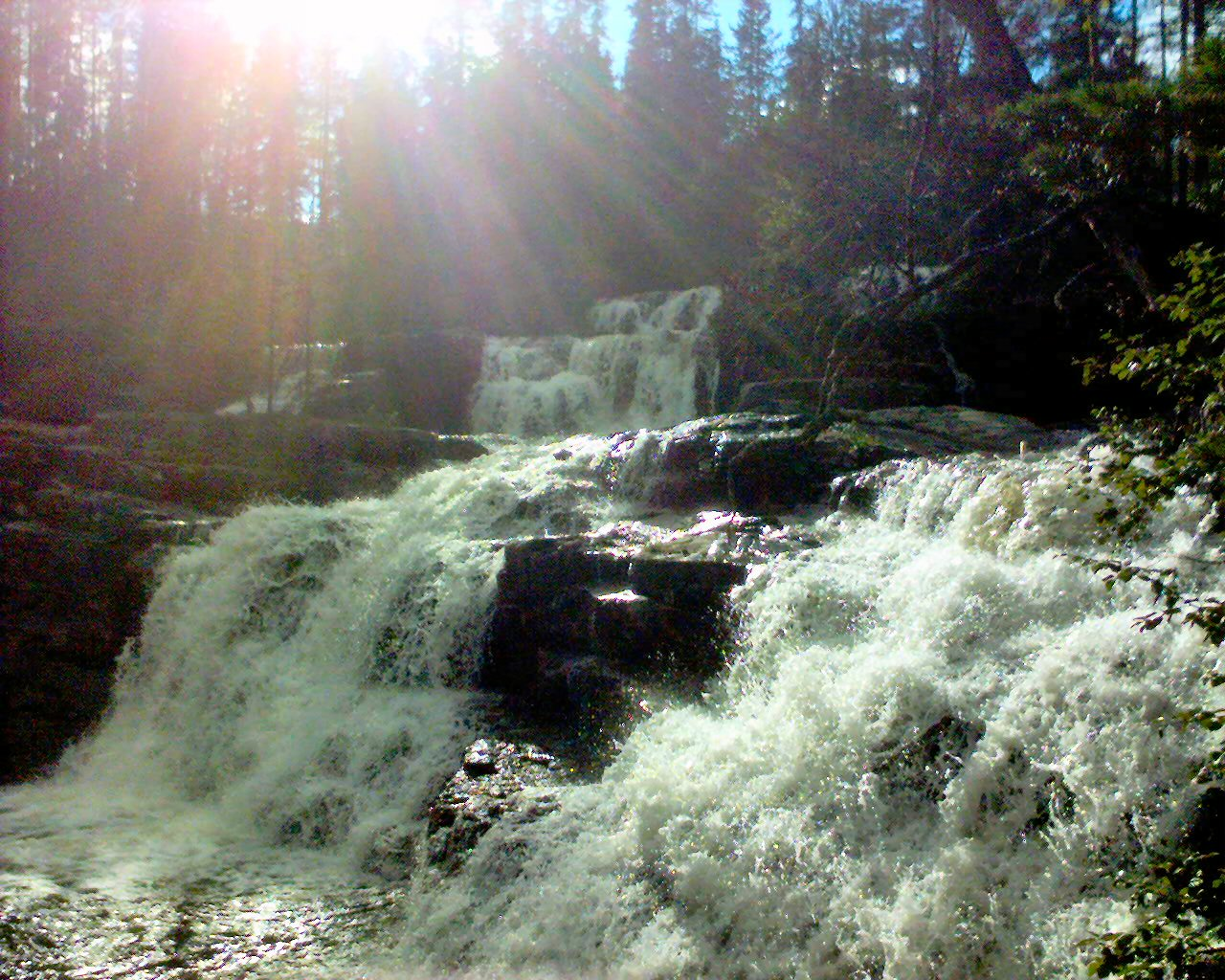
Rändåfallet

Härjedalen är det enda landskap i Sverige där det inte funnits någon stad. Till tätorterna hör Hede, Funäsdalen, Lillhärdal, Norr-Hede, Sveg, Ulvkälla och Vemdalen. Ytterhogdal ligger i Härjedalens kommun men i landskapet Hälsingland.
Bebyggelsen i Härjedalen är koncentrerad till dalgångarna längs Ljusnan och landskapet är mycket glest befolkat med färre än 1 invånare per kvadratkilometer. Härjedalen är Sveriges minsta landskap befolkningsmässigt (litet över 10 000 innevånare) och har samma befolkningstäthet som Lappland. 

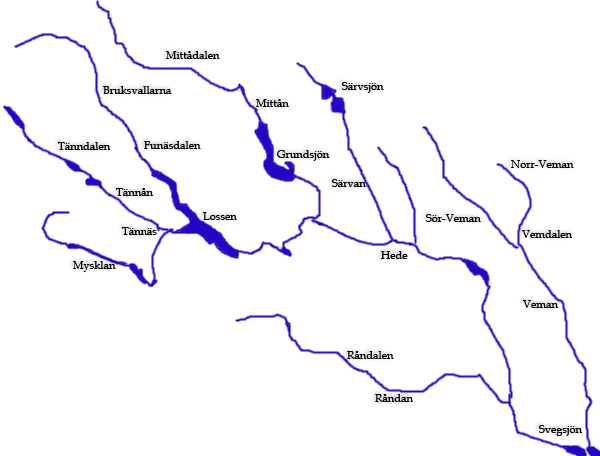
Ljusnan i Härjedalens övre del

### Vattendrag

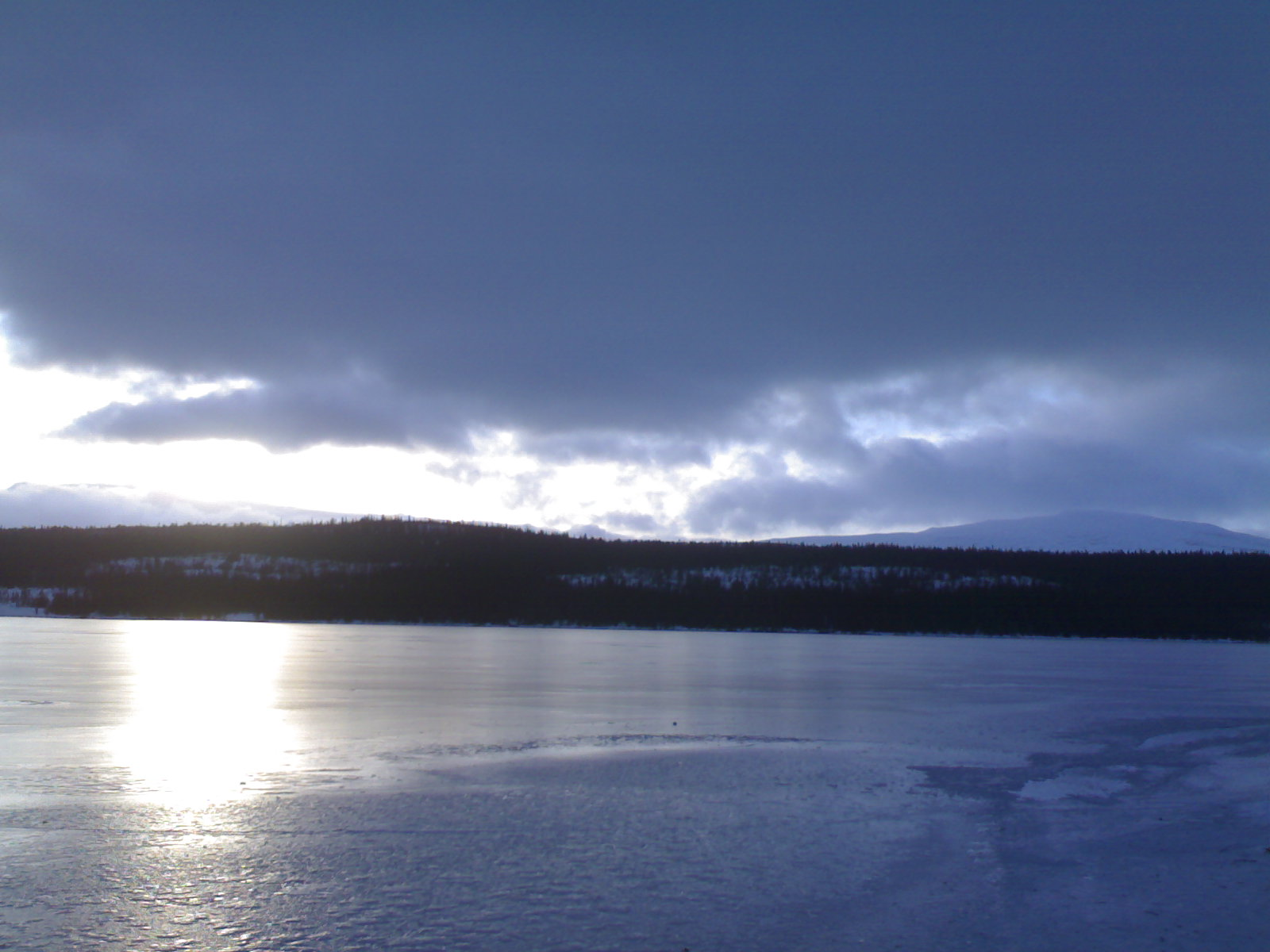
Messlingen

Det största och viktigaste vattendraget i Härjedalen är Ljusnan. En annan älv, Ljungan, börjar sin resa till havet från ljungrissjöarna på Helagsfjällets norra sluttning och rinner genom Storsjön  (563 meter över havet), till Storsjön avvattnas även Skärkån. Därefter rinner Ljungan vidare österut in i Jämtland. En annan stor älv är Klarälven som börjar i västra Härjedalen genom Rogen (landskapets största naturliga sjö), för att sedan flyta genom Norge söderut till Värmland.
Från norr flyter huvudälven Ljusnan som rinner upp ur Ljusnetjärnen (881 m), Grönsjöarna (807 m) genom Grönån och från väster genom Tvärån från Skarsfjället. Funäsdalssjön (583 m) avvattnas till Lossen (543 m), precis som Tännån gör genom Stora Linjetjärn (831 m), Malmagen (781 m), Tänndalssjön och Östersjön (713 m) i Tännäs tillsammans med Mysklan. Ett viktigt biflöde från norr är Mittån som upprinner i Mittåsjön i fjälltrakterna norr om Funäsdalen, genom i Mittådalen och sjöarna Messlingen och Grundsjön, för att sedan väster om Långå mynna ut i Ljusnan. Även Särvan som flyter genom Över-Särvsjön och Neder-Särvsjön är ett viktigt biflöde. Älven rinner genom Härjedalen i sydöstlig riktning men gör ett flertal stora krökningar eller svängar genom landskapet. Från Långå flyter älven till Hede och gör därefter just en krökning söderut. På väg nedåt mynnar Råndan från Råndalen och Lofsån från Lofsdalen ut i Ljusnan. Sedermera når älven den ännu unga sjön Svegssjön. I Svegssjön mynnar Veman från Vemdalen ut, likväl som Härjån från Lillhärdal. Från Svegssjön flyter älven österut mot Hälsingland. Från Amsen rinner Amsån som mynnar ut i Tyckeln i Dalarna.

## Klimat

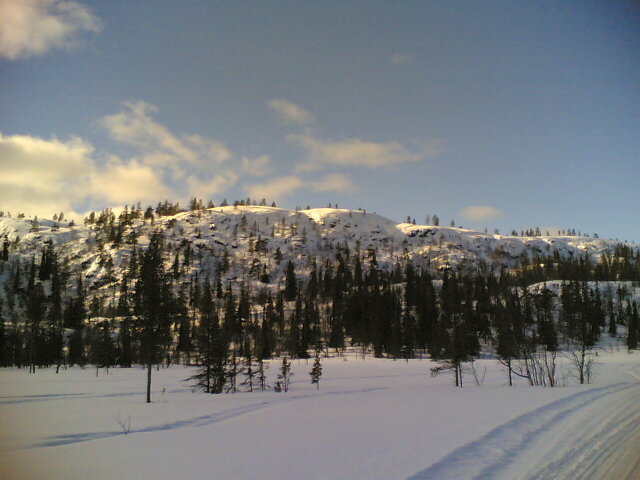
Ransundsvålen vintertid

Härjedalen är en del av den tempererade klimatzonen och har ett utpräglat inlandsklimat med stora skillnader mellan varma somrar och kalla vintrar. Under vintern är skillnaderna temperaturmässigt som allra minst i landskapet. Den kallaste delen är området mellan tätorterna Hede och Funäsdalen där medeltemperaturen vintertid är omkring minus 12 till minus 13 °C under högvintern. På högre höjd kan det under samma period däremot vara högre temperaturer, mellan minus 7 till minus 8 °C.
Under somrarna är det en större skillnad temperaturmässigt i landskapet. I östra Härjedalen, i Älvros socken på gränsen till Hälsingland är medeltemperaturen högst på omkring plus 14 grader under högsommaren. I takt med att höjden ökar så avtar också temperaturen. I partiet ovanför trädgränsen är sommartemperaturen mellan plus 8 till plus 10 °C. På Härjedalens högsta punkt, det redan nämnda Helagsfjället är den enbart omkring plus 5 °C.
Den högsta uppmätta temperaturen i skuggan i Härjedalen är plus 36,0 °C, som uppmättes i Sveg den 8 juli 1933. Den högsta uppmätta temperaturen i nyare tid uppmättes även den i Sveg, 33,3 °C den 6 augusti 1975. Den lägsta temperaturen, minus 47,7 °C uppmättes den 10 januari 1987 i Storsjö. Under senvåren och somrarna har västra Härjedalen Sveriges lägsta temperaturer.[källa behövs] Den 3 maj 1981 uppmättes temperaturen minus 24,1 °C i Fjällnäs och i Funäsdalen uppmättes såväl den 22 juli 1888 som den 14 juli 1893 en temperatur på minus 5 °C. Den högsta nederbörden som uppmätts på ett dygn är 136 millimeter vid sjön Malmagen i slutet av augusti 1993. Den högsta uppmätta nederbörden på en hel månad uppmättes också vid Malmagen 237 millimeter juli 1973. Det högsta rapporterade snödjupet från Härjedalen är 174 centimeter i Fjällnäs den 7 mars 1988. I Härjedalen har även många tidiga och sena snöfall rapporterats. Det tidigaste kända snöfall (utanför de rena fjällområdena) i Sverige inträffade den 17 augusti 1949 i Brännvallen utanför Hede, ett snödjup på 4 centimeter. Ett mycket sent snöfall är det från Fjällnäs rapporterade 15 centimeter den 6 juli 1964. På grund av detta hör västra Härjedalens skidorter till Sveriges mest snösäkra områden. 
|                                            | Jan  | Feb  | Mar  | Apr  | Maj  | Jun  | Jul  | Aug  | Sep  | Okt  | Nov | Dec  |
| ------------------------------------------ | ---- | ---- | ---- | ---- | ---- | ---- | ---- | ---- | ---- | ---- | --- | ---- |
| Normaldygnets maximitemperaturs medelvärde | −6   | −4   | 1    | 6    | 14   | 19   | 20   | 18   | 13   | 7    | −1  | −5   |
| Normaldygnets minimitemperaturs medelvärde | −16  | −15  | −10  | −4   | 1    | 6    | 8    | 7    | 3    | −1   | −8  | −14  |
|                                            |      |      |      |      |      |      |      |      |      |      |     |      |
| Nederbörd                                  | 24,7 | 21,9 | 21,5 | 30,3 | 33,9 | 59,6 | 67,7 | 58,4 | 45,4 | 38,5 | 34  | 23,4 |

| Diagram | temperaturer i °C • månadsnederbörd i mm | temperaturer i °C • månadsnederbörd i mm | temperaturer i °C • månadsnederbörd i mm | temperaturer i °C • månadsnederbörd i mm | temperaturer i °C • månadsnederbörd i mm | temperaturer i °C • månadsnederbörd i mm | temperaturer i °C • månadsnederbörd i mm | temperaturer i °C • månadsnederbörd i mm | temperaturer i °C • månadsnederbörd i mm | temperaturer i °C • månadsnederbörd i mm | temperaturer i °C • månadsnederbörd i mm | temperaturer i °C • månadsnederbörd i mm |
|         | 25 -6 -16                                | 22 -4 -15                                | 22 1 -10                                 | 30 6 -4                                  | 34 14 1                                  | 60 19 6                                  | 68 20 8                                  | 58 18 7                                  | 45 13 3                                  | 39 7 -1                                  | 34 -1 -8                                 | 23 -5 -14                                |

## Kultur
Folkkulturen i Härjedalen brukar ses som särskilt särpräglad, mycket på grund av landskapets karga klimat, det isolerade läget samt den under lång tid bristfälliga kommunikationen med omvärlden.

### Fäboddrift

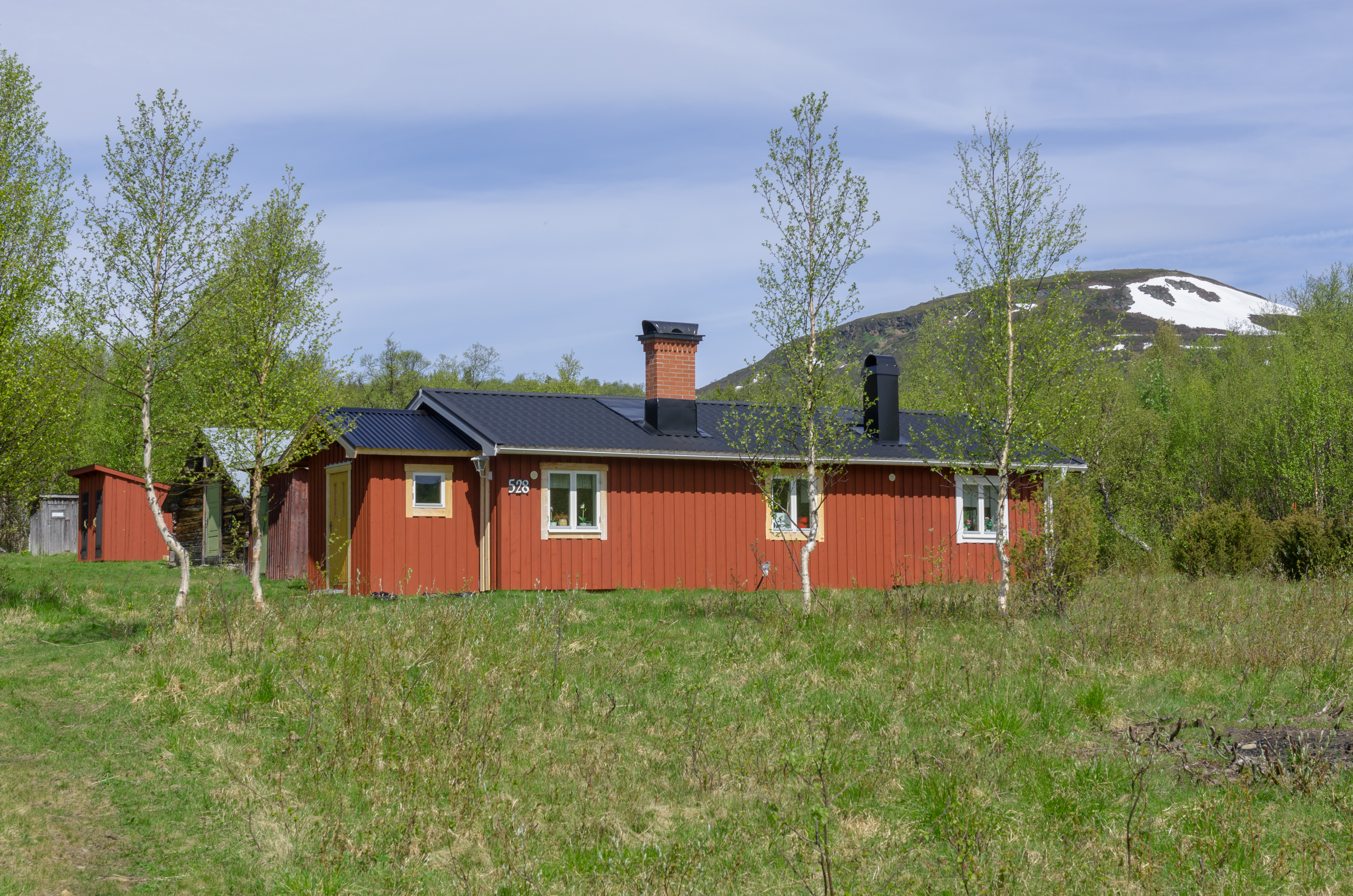
Bebyggelse på Bäckevallen, en tidigare fäbodvall norr om Ljungdalen.

Något som kännetecknat Härjedalen, mer än något annat svenskt landskap, är den skandinaviska bodskapskötseln vid fäbodvallar. En fäbodvall är en under sommarhalvår använd samlingsplats för fän (betande husdjur) som fritt eller med vallning (gätning) får beta på stället och/eller i dess omgivningar vilka sammantagna ligger på ett betydande avstånd från fänas hemgård. Mycket av Härjedalens folkkultur är kopplat till fäbodlivet, högtider som Olofsmässa, mat som flötgröt, Gûm, källarlagrade ostar kallade gômmôlost, messmör med mera, folktro och musik som kôking.
Dialektalt benämns fäboden ”bûvôll” (En vall med bodar) eller ”säter”

### Högtider
Orsmäss eller Olsmäss, Olofsmässa, är en gammal katolsk festhögtid helgad åt Olof den helige som fortfarande firas i Härjedalen. Olofsmässan hålls till minnet av dagen då han stupade i slaget vid Stiklestad, alldeles nordväst om Härjedalen den 29 juli. Pilgrimslederna genom Härjedalen gick till Olofs reliker i Nidaros och hans namn har genom historien varit det absolut populäraste bland männen i Härjedalen, varvid landskapet än i dag har en överrepresentation gällande Ols och Olofssöner. På Olofsmässan begav sig sockenborna till deras fäbodar för att där fira till minnet av Olof, ofta gick det långa folktåg från byarna ledda av spelmän.

### Dialekt

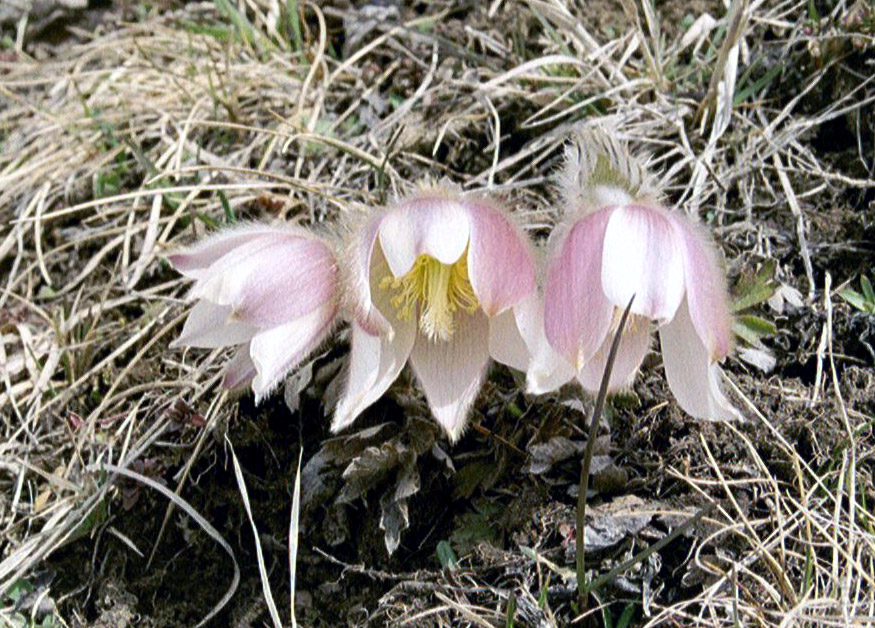
Mosippa heter mofila på härjedalsk dialekt

Dialekterna i Härjedalen benämns gemensamt härjedalska och tillhör enligt vissa källor de norrländska målen. Gällande intonation och ordförråd märks stora likheter mellan dagens dialekter i Härjedalen, främst i de västra delarna, och den norska dialekten trönderska, som talas i den del av Norge som Härjedalen tidigare ingick i, Tröndelagen, medan de östra delarna uppvisar likheter med Hälsingemål. Traditionella härjedalska folkmål står långt närmare folkmålen i Trondheims stift än några andra svenska dialekter, med undantag för de jämtska.
Nedan följer en härjedalsk variant av barnsången blåsippan ute i backarna står som i stället handlar om Härjedalens landskapsblomma mosippan, text av Göran Mann från Vemdalen.
Mofila utä på bahkkân no står
buhkkâ på huvvuä, sägg ”Dâ är vår”
Ongan dûm f’luhkâ dûm, rehnt skâ ä b’li
kuta senn hem hitat mora si

## Friluftsliv

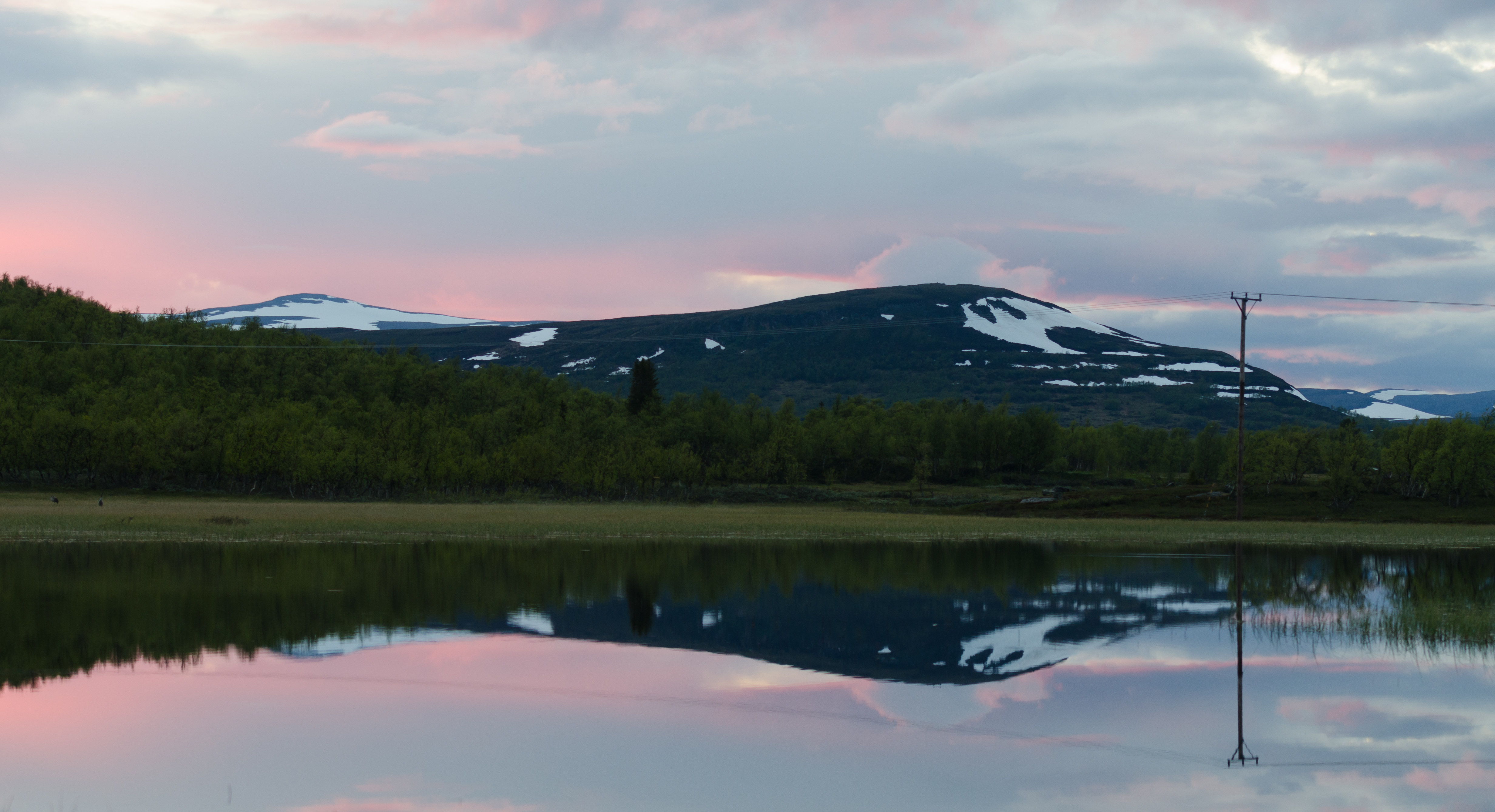
Mindre damm med inplanterad fisk i stugområdet Torkilstöten ovanför Ljungdalen i nordvästra Härjedalen. I bakgrunden Vargstjärnsstöten.

Härjedalens storslagna natur gör landskapet intressant för vandrare under sommarhalvåret och skidåkare under vinterhalvåret. Härjedalen har flera högklassiga vintersportorter, som Lofsdalen, Vemdalsfjällen och Funäsdalsfjällen.